# Archie Mitchell
Archibald Lionel Mitchell (1939-2009) is een personage uit de BBC-serie EastEnders. Hij werd tussen 2008 en 2009 gespeeld door Larry Lamb en in 2010 bij de British Soap Awards uitgeroepen tot slechterik van het jaar. 

## Biografie

### Voorgeschiedenis
Archie is de zoon van Philip en Sandra Mitchell; als kind wordt hij mishandeld door zijn vader en dat dit gedrag erfelijk is, bewijst zijn broer Eric in diens huwelijk met Peggy Martin. Archie staat bekend als een fijn warm mens, maar binnenskamers is daar weinig van te merken; hij bedriegt zijn vrouw Glenda en verkracht en manipuleert de oudste van zijn twee dochters. Glenda, zwanger van haar derde kind. Nadat Ronnie en Roxy de deur uit zijn, verhuist hij van Romford naar Weymouth.  

### 2008-2009
Archie komt in de zomer van 2008 naar Walford, nadat Peggy en Ronnie hem zijn komen opzoeken in hun speurtocht naar de vermiste Roxy. Archie is nu verloofd met Peggy en gaat vrolijk verder waar hij destijds is opgehouden. Ook Danielle Jones, in werkelijkheid Ronnies dood gewaande dochter Amy, moet het daarbij ontgelden. Zijn streken komen aan het licht vlak na de huwelijksplechtigheid; Archie wordt uit de stamkroeg (Queen Vic) gezet en ontvoerd door Peggy's zoon Phil voor een strenge waarschuwing. 
Dit weerhoudt Archie er niet van om twee maanden later terug te keren; hij wil koste wat kost de Vic hebben en slaat (zogenaamd) de handen ineen met Janine Butcher, de verdorven dochter van Peggy's ex Frank, als hij hoort dat de Mitchells zwaar in de schulden zitten. Met Kerst mag Archie zich de nieuwe eigenaar van de kroeg noemen, alleen is het nu wel een verlaten gebouw. Nadat hij Janine eruit zet, krijgt hij bezoek van een aantal personen, waaronder degene, die hem met het borstbeeld van Queen Victoria doodslaat. De overlevende Mitchells blijven niet met lege handen achter en ook Janine krijgt wat; een Newtonpendel "omdat ze daar getikt van wordt". 
Pathologisch onderzoek wijst uit dat Archie sowieso nog maar kort te leven had wegens kanker. Op 28 januari 2010 wordt hij begraven en op 19 februari blijkt hij Stacey Slater te hebben verkracht. Bradley wordt echter als de moordenaar aangewezen, zelfs nadat hij een dodelijke sprong van het dak maakt. 